# 競技疊杯
競技疊杯（英語：Sport Stacking，以前又稱史塔客杯或飛疊杯。為凸顯其運動性，其官方正式名稱為競技疊杯）是一項新興的個人或團體運動，這運動要求選手要以最快的時間把杯子按規律疊高後還原。現時，競技疊杯日漸流行起來，至2007，全球已有超過二萬間學校把這運動列入正規的體育課程

## 歷史

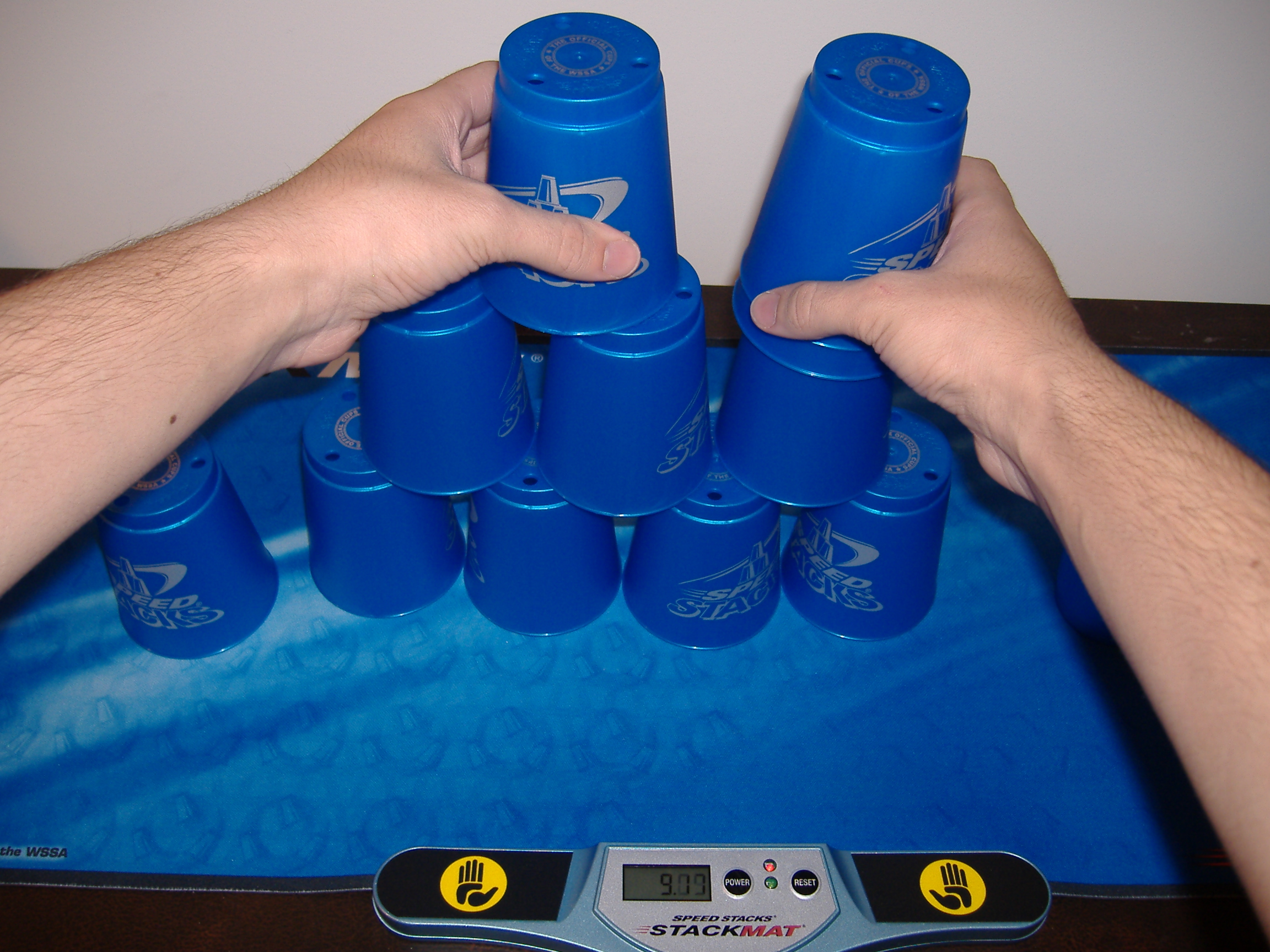
競技疊杯比賽的專用杯子

競技疊杯本為一項流行於美國南加州聯誼俱樂部—美國男孩和女孩(Boys & Girls Clubs of America)的遊戲，其後在1990年代，這遊戲隨著在電視清談節目《卡爾遜今晚秀》(The Tonight Show starring Johnny Carson)中出現而漸漸流行全國。該運動的發明人是Wayne Godinet，先後制定了競技疊杯的規則，並把這運動命名為Karango疊杯。其後，體育教師Bob Fox將此活動的規劃統一，建立了此項運動的器材公司(Speed Stack)，也因應器材公司的成立，也一併的成立了(World Sport Stacking Association，WSSA)，但因為WSSA有著只能用其公司疊杯，想要藉此壟斷市場的原因，造成許多反彈，故因應時代的演變，也加入了國際疊杯運動總會(International Sport Stacking Federation，ISSF)，提供選手在比賽有著更多選擇。
1998年，正式的競技疊杯比賽在加州歐申賽德和丹佛展開。6年後，世界競技疊杯聯會主席Bob Fox把這運動的英文名字cup stacking易名為sport stacking，以示競技疊杯為一項具速度的競賽。

## 比賽項目
根據國際疊杯運動總會規定，競技疊杯運動可以分為三個項目

- 333：需要使用9個杯子，每3個一組，選手要先把每組杯子疊成金字塔，最後重新組合回原狀。
- 363：使用12個杯子，左、右兩旁各有3個杯子，中間6個。同樣地，選手需要把每組杯子疊成金字塔，最後重新組合回原狀。
- 循環式Cycle：使用12個杯子，選手需要按以下規則完成賽事：先完成3-6-3項目，再完成6-6項目，然後是1-10-1，最後收為3-6-3。

重要規則：
- 運動員不能（不可能）同時把兩組杯子疊高﹔
- 若運動員在疊起或還原杯子時失手，則要照順序把杯子疊高或還原。
- 如犯規，該次成績將不被紀錄。

分組方式：
年齡分組將會依照各場比賽報名而有所差異，但大方向分為兩個年齡為一組，並由主辦單位選擇是否男女分組
比賽項目：
- 個人：包括三個項目(3-3-3，3-6-3，Cycle)
- 雙人：Cycle
- 團隊賽：3-6-3/Cycle團體計時賽、3-6-3/Cycle徒手接力賽和

國際挑戰賽(共比5個項目取3勝)。

## 用具
為了方便選手盡快完成賽事和把杯子疊起，競技叠杯運動比賽專用的杯子是一種特別設計的塑膠杯，具有彈性，
此外，競技比賽還需要一張專用的墊子，這墊子會連接至計時器。

## 比賽
據國際疊杯運動總會規定，運動員需要乎合以下條件方能刷新世界紀錄
- 必須使用經過主辦單位認證的專用杯﹔
- 必須使用比賽專用的墊子﹔
- 過程必須錄影作實﹔
- 要在現場裁判見證後，再由國際疊杯運動總會審查影片通過﹔

在雙人賽上，兩位選手各使用左手或右手參賽，不允许兩個左手，或兩個右手的情况出現。
接力賽事上，允許5人组成一隊，唯在正式比賽3次嘗試，每次只能指派4位選手上場進行比赛，接力赛事不允許熱身，必須根据裁判指示直接進行三次試疊，三次試疊取最佳成績排名。